# Lara Lessmann
Lara Marie Lessmann (Flensburgo, 10 de febrero de 2000) es una deportista alemana que compite en ciclismo en la modalidad de BMX estilo libre.
Ganó una medalla de plata en el Campeonato Mundial de Ciclismo Urbano de 2017 y dos medallas de plata en el Campeonato Europeo de Ciclismo BMX Estilo Libre, en los años 2019 y 2021.
Participó en los Juegos Olímpicos de Tokio 2020, ocupando el sexto lugar en la prueba de parque.

## Palmarés internacional
| Campeonato Mundial | Campeonato Mundial | Campeonato Mundial | Campeonato Mundial |
| Año                | Lugar              | Medalla            | Competición        |
| ------------------ | ------------------ | ------------------ | ------------------ |
| 2017               | Chengdu (China)    | Medalla de plata   | Parque             |
| Campeonato Europeo |                    |                    |                    |
| Año                | Lugar              | Medalla            | Competición        |
| 2019               | Cadenazzo (Suiza)  | Medalla de plata   | Parque             |
| 2021               | Moscú (Rusia)      | Medalla de plata   | Parque             |